# Estadi Jos Nosbaum
L'Estadi Jos Nosbaum és un estadi luxemburguès de futbol a Dudelange. És la seu de l'equip Football 1991 Dudelange, -club que juga a la Lliga luxemburguesa de futbol- i té una capacitat per a 4.650 persones.